# (73640) Biermann
(73640) Biermann est un astéroïde de la ceinture principale.

## Description
(73640) Biermann est un astéroïde de la ceinture principale. Il fut découvert le 5 septembre 1977 à La Silla par Hans-Emil Schuster. Il présente une orbite caractérisée par un demi-grand axe de 2,60 UA, une excentricité de 0,08 et une inclinaison de 23,5° par rapport à l'écliptique.

## Compléments